# Falcatifolium falcatum
Falcatifolium falcatum là một loài thực vật hạt trần trong họ Podocarpaceae. Loài này được de Laub. mô tả khoa học đầu tiên..